# Dizzy (serie)

Schermata del primo Dizzy (1987)

Dizzy è una serie di videogiochi iniziata nel 1987 con Dizzy per ZX Spectrum e composta da numerosi titoli per vari computer e console, tutti pubblicati da Codemasters. Il protagonista è Dizzy, un uovo antropomorfo, e il genere di molti dei titoli è l'avventura dinamica.
I videogiochi in ordine cronologico sono:
- Dizzy (1987)
- Treasure Island Dizzy (1988)
- Fast Food (1989)
- Fantasy World Dizzy (1989)
- Magicland Dizzy (1990)
- Kwik Snax (1990)
- Spellbound Dizzy (1991)
- Bubble Dizzy (1991)
- Dizzy Panic (1991)
- Dizzy: Prince of the Yolkfolk (1991)
- The Fantastic Adventures of Dizzy (1991)
- Dizzy Three and a Half (1991), breve gioco allegato a Crash
- Dizzy: Down the Rapids (1992)
- Crystal Kingdom Dizzy (1992)
- Go! Dizzy Go! (1992), uscito solo nelle raccolte Quattro Arcade per NES e The Excellent Dizzy Collection

Più titoli sono stati riproposti anche in diverse raccolte dedicate a Dizzy, tra cui:
- Dizzy Collection (1991)
- Dizzy's Excellent Adventures (1991)
- The Big 6 (1994) per Amiga CD32[1]
- The Excellent Dizzy Collection (1994) per Game Gear[2]

Alcuni titoli concepiti dagli autori originari della serie sono stati abbandonati, ma poi recuperati e pubblicati in epoca di retrogaming, tra cui:
- Wonderland Dizzy (2015) per NES
- Dreamworld Pogie (2016) per NES
- Mystery World Dizzy (2017) per NES

Un titolo ufficiale completamente di nuova concezione è:
- Wonderful Dizzy (2020) per ZX Spectrum